# 総合公園だて歴史の杜
総合公園だて歴史の杜（そうごうこうえんだてれきしのもり）は、北海道伊達市にある公園。

## 概要
1986年度（昭和61年度）に市民参加による基本構想を策定。伊達市開拓記念館周辺の約18ヘクタールを市民の憩いの場と文化活動の拠点にすることを目指し、1990年度（平成2年度）から事業着手した。2008年度（平成20年度）からは有珠山の噴火など災害時の避難・救援活動の拠点機能を設けるため、防災公園としての整備事業を行った（2015年度完了）。

## 歴史
- 1990年（平成02年）：事業着手[6]。
- 1993年（平成05年）：皇太子徳仁親王（当時）御成婚記念事業となる大手門完成[6]。
- 1994年（平成06年）：だて歴史の杜カルチャーセンター落成[6]。
- 1999年（平成11年）：黎明観開設[9]。
- 2000年（平成12年）：道の駅指定（道の駅だて歴史の杜）。公園整備事業完了[6]。
- 2005年（平成17年）：宮尾登美子文学記念館開館（2018年に閉館後、2019年に宮尾登美子記念アートホールとしてリニューアル）[10]。
- 2012年（平成24年）：伊達市総合体育館オープン、伊達市観光物産館移設オープン[11]。
- 2014年（平成26年）：温水プール・トレーニング室オープン[12]。伊達市観光物産館増築オープン[13]。
- 2017年（平成29年）：伊達市開拓記念館閉館[14]。
- 2018年（平成30年）：だて歴史の杜食育センターオープン[15]。
- 2019年（平成31年）：だて歴史文化ミュージアム開館[16]。

## 施設
伊達市総合体育館
- 温水プール・トレーニング室併設。

だて歴史の杜カルチャーセンター
道の駅だて歴史の杜
- 国道37号沿いにあり、「伊達市観光物産館」がメイン施設になっている[17]。

だて歴史文化ミュージアム
- 本館、体験学習館（旧黎明観）、宮尾登美子記念アートホールで構成している。

迎賓館
- 1892年（明治25年）、伊達邦成が明治政府から男爵の位を受けた祝いとして家臣らが建てた邸宅[18]。和室・洋室を取り合わせ、数寄屋風の書院造で、視察に訪れた明治政府高官や開拓使などを接待するために利用していた[18]。1992年（平成4年）、市の「有形文化財」に指定された[19]。

旧三戸部家住宅
- 国指定の「重要文化財」[20]。仙台地方の建築様式が取り入れられており[21]、北海道内に現存する最古級の開拓農家である[21]。1969年（昭和44年）に市内萩原町にあった住宅を開拓記念館敷地内に移転した[21]。

伊達市立図書館
- 1980年（昭和55年）開設[9]。利用者カードは近隣の市立室蘭図書館、登別市立図書館と共通しており、貸出・返却を3市の図書館で行うことができる[22]。

だて歴史の杜食育センター
- 市道青柳通沿いに元町調理場と大滝調理場を統合する形で学校給食センター（セントラルキッチン）を設置しており、設計から運営管理まで民間事業者に一括で託すPFI方式を採用して建設した[23][24]。食育レストラン（Eスプーン）を併設している。

多目的広場
- 公園中央に位置しており、各種イベントに利用している。

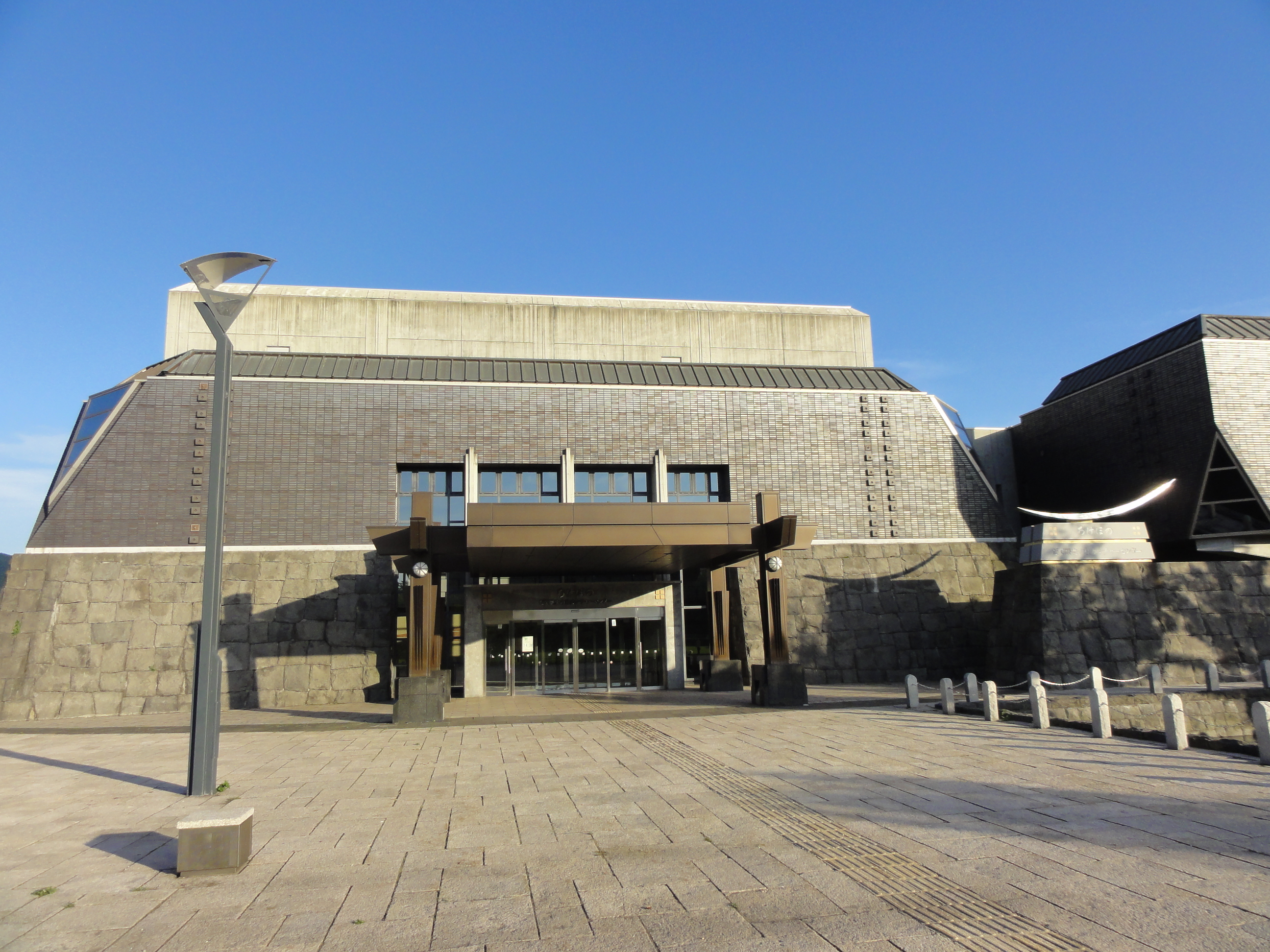
だて歴史の杜カルチャーセンター（2012年9月）
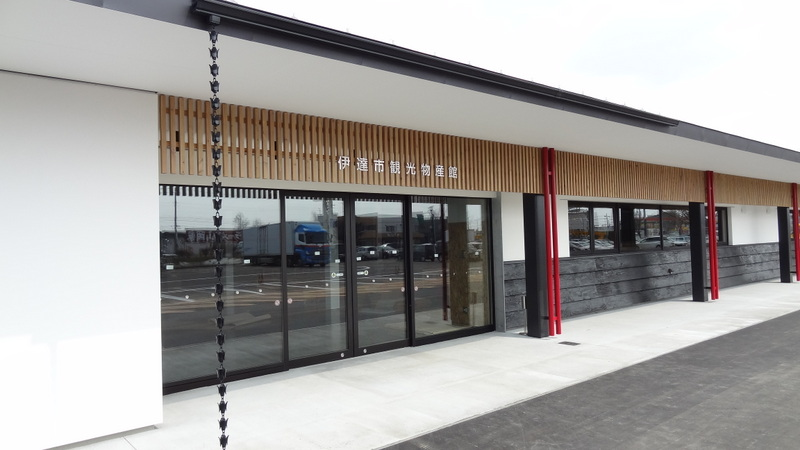
移設オープン前の伊達市観光物産館（2012年3月）
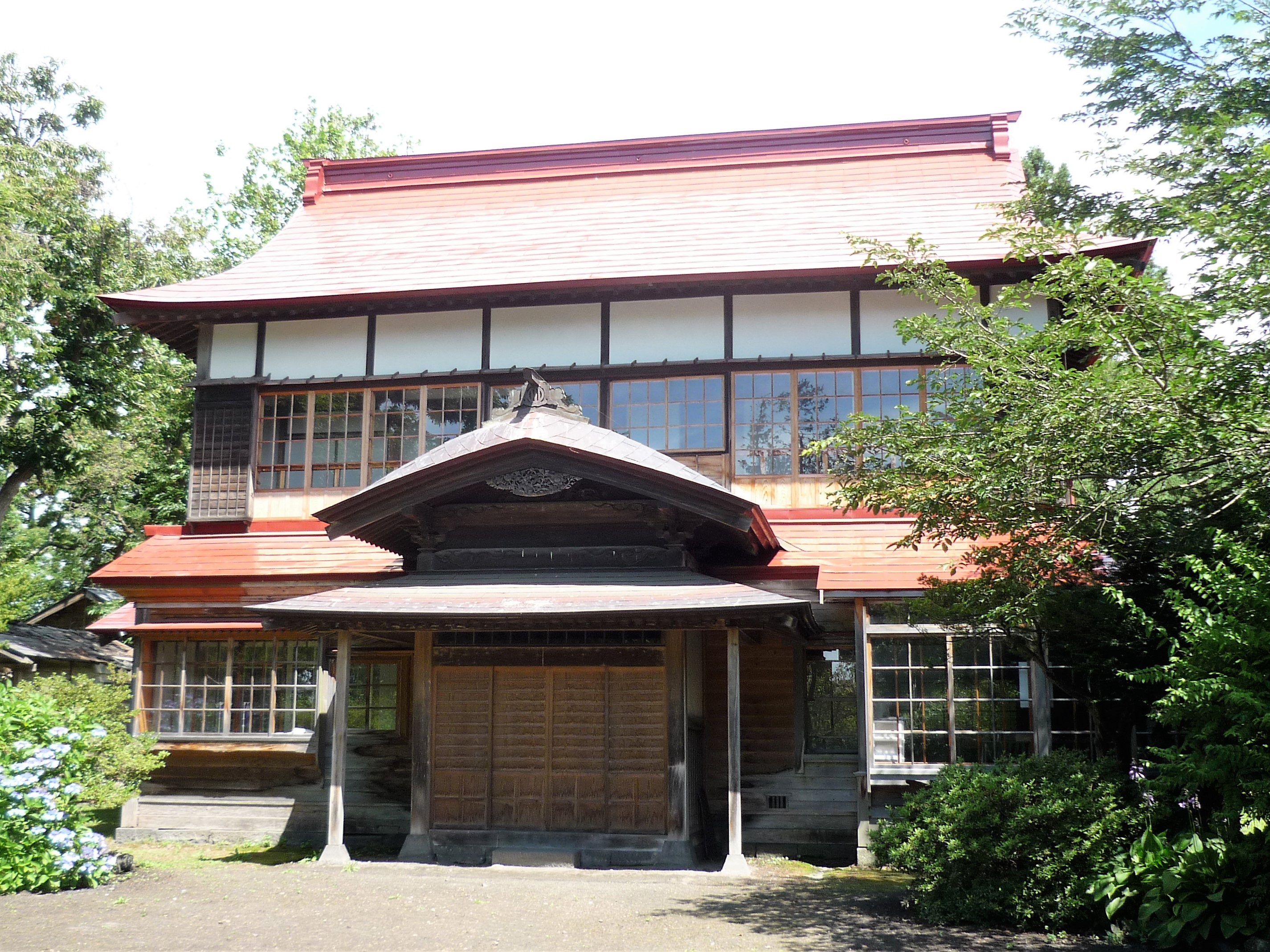
迎賓館（2018年8月）
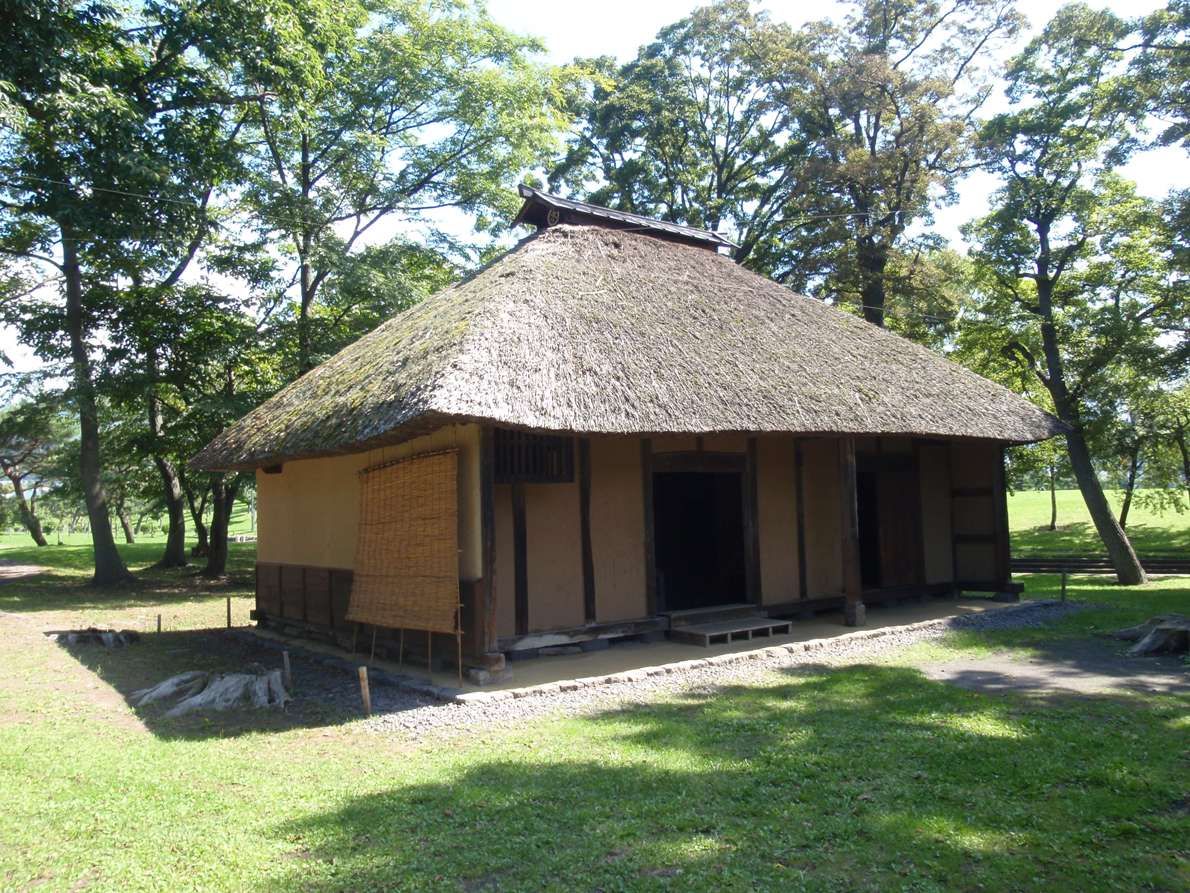
旧三戸部家住宅（2009年9月）

## イベント
- 春一番伊達ハーフマラソン（4月）[25]
- 伊達おとこむちゃ祭り（7月）
- 伊達武者まつり（8月）[26]
- だて食のフェスティバル（9月）
- だて農業・漁業・大物産まつり（10月）